# Apterophora alvarengai
Apterophora alvarengai är en tvåvingeart som beskrevs av Prado 1976. Apterophora alvarengai ingår i släktet Apterophora och familjen puckelflugor. Inga underarter finns listade i Catalogue of Life.